# ピーターマン島
座標: 南緯65度10分 西経64度10分 / 南緯65.167度 西経64.167度

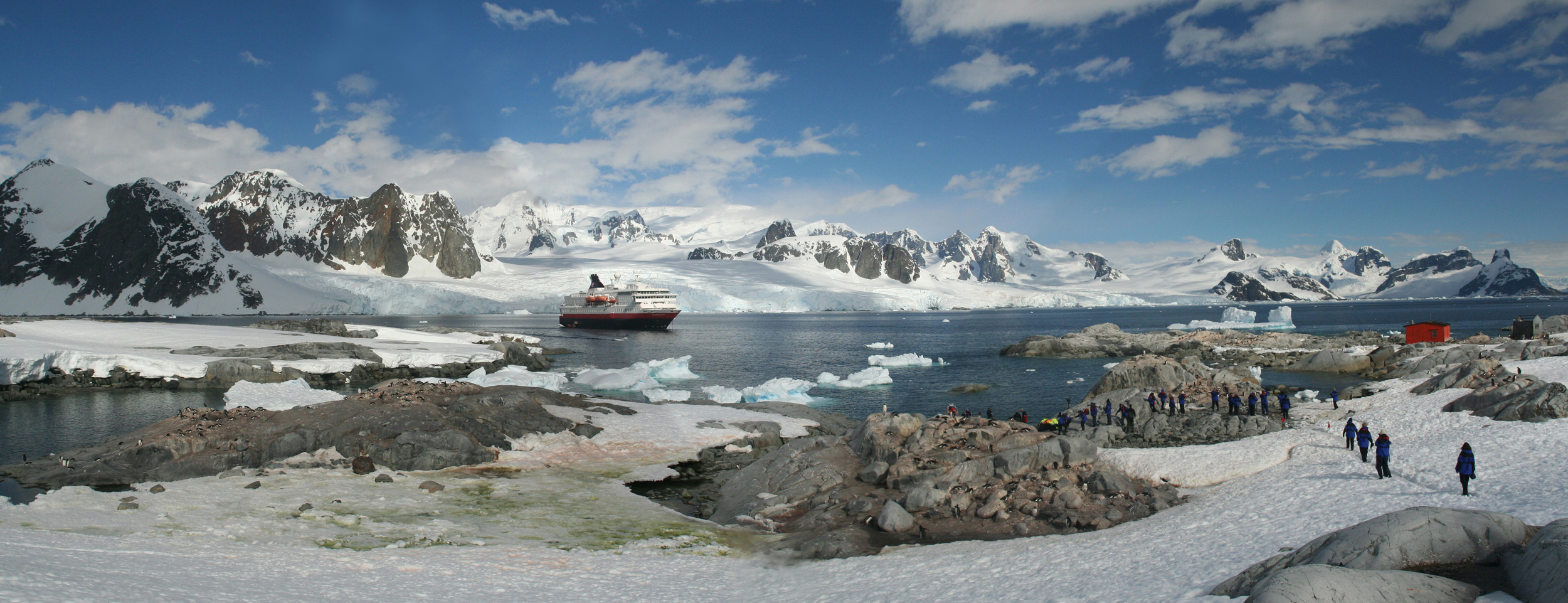
ピーターマン島のペンギンのコロニー、クルーズ船、観光客

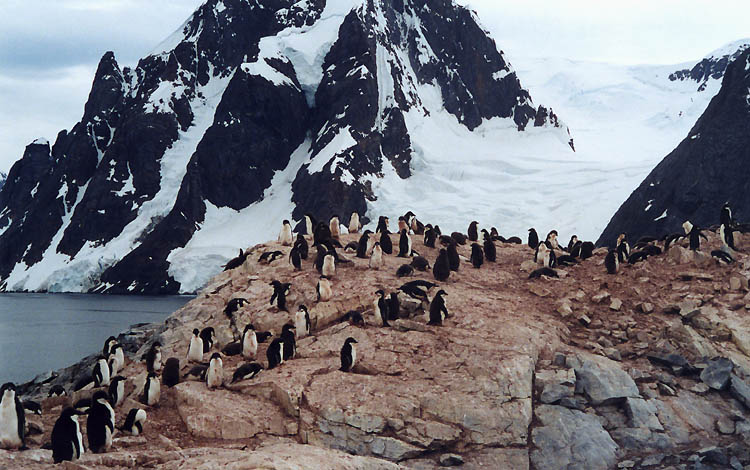
アデリーペンギンの群れ。糞によって灰色の岩肌がピンク色になっている。

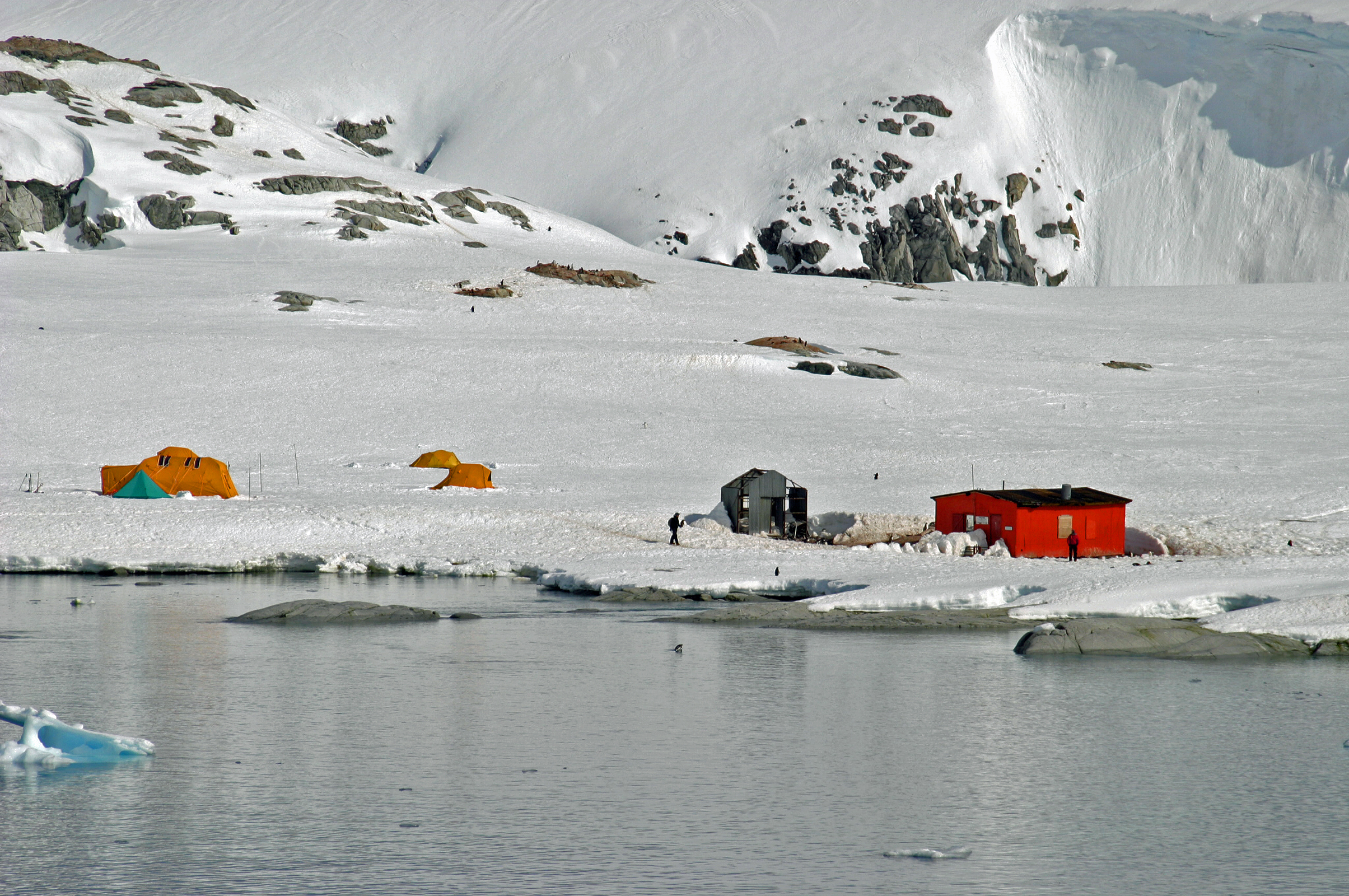

ピーターマン島(Petermann Island)は、南極大陸の南極半島のすぐ西にある小さな島である。南緯65°10′西経64°10′に位置し、ブース島のすぐ南にある。長さ2kmの低地で、ジェンツーペンギンのコロニーの生息南限であり、アデリーペンギンも多数生息する。
この島は、1873年から1874年のドイツの探検隊によって発見され、地理学者のアウグスト・ピーターマンにちなんで名づけられた。1908年から1910年にフランスの探検隊は、この島の南西の入り江に船をつけて越冬した。1909年1月1日の主の割礼祭(Feast of the Circumcision)の日に船が着いたので、この場所は、Port Circumcisionと呼ばれた。
探検隊の建てた小屋は現存しないが、1955年にアルゼンチンが立てた避難小屋とともに石塚は残っており、また、1982年にベルナツキー基地から海氷を横断してピーターマン島を目指し犠牲となった、イギリス探検隊の3人を記念した十字架が残っている。